# Adrian Weinberg
Adrian Weinberg (* 25. November 2001 in Los Angeles, Kalifornien) ist ein Wasserballspieler aus den Vereinigten Staaten. Er gewann 2024 die olympische Bronzemedaille. Im Jahr zuvor siegte er mit dem Team der Vereinigten Staaten bei den Panamerikanischen Spielen.

## Sportliche Karriere
Adrian Weinberg studiert an der University of California, Berkeley, mit deren Team der Torhüter 2021 und 2022 Meister der National Collegiate Athletic Association wurde. Weinberg wurde mit dem Junioren-Team der Vereinigten Staaten 2019 und 2021 jeweils Siebter der Juniorenweltmeisterschaften.
Ab 2022 spielte Weinberg auch in der Nationalmannschaft. Auf einen sechsten Platz bei der Weltmeisterschaft 2022 folgte der siebte Platz bei der Weltmeisterschaft 2023. Bei den Panamerikanischen Spielen 2023 siegte das US-Team vor den Brasilianern. 2024 erreichte die US-Mannschaft bei der Weltmeisterschaft 2024 nur den neunten Rang. Bei den Olympischen Spielen in Paris belegte das US-Team den dritten Platz in seiner Vorrundengruppe. Im Viertelfinale gewann das Team im Penaltyschießen gegen die Australier, wobei Weinberg zwei Würfe der Australier parierte. Nach einem 6:10 im Halbfinale gegen Serbien bezwang die Mannschaft aus den Vereinigten Staaten im Spiel um Bronze die Ungarn im Penaltyschießen, nachdem es am Ende der regulären Spielzeit 8:8 gestanden hatte. Im Penaltyschießen verwandelten Hannes Daube, Max Irving und Alex Bowen die ersten drei Würfe, während Weinberg einen Ball halten konnte, die anderen beiden Ungarn trafen den Pfosten. Der zweite Torhüter Drew Holland wurde im Spiel um den dritten Platz nicht eingesetzt.